# Шуми Марица
«Шуми Марица» (вимовляється [ʃo̝ˈmi mɐˈritsɐ]; укр. Шум Мариці) — національний гімн Болгарського князівства та Болгарського царства у 1885—1947 роках.

## Історія

### Історія музики
У 1839 році у місті Бреслау (Вроцлав) поет Александр Космар написав і оприлюднив сатиричний твір «Пірати». Твір став популярним, і невдовзі мелодією сатири стала мелодія німецької народної пісні «Wenn die Soldaten durch die Stadt marschieren» («Коли солдати маршують в місті»). У Болгарію мелодія потрапила завдяки Атанасові Гратинському. Почувши її, він намагався підлаштувати мелодію до свого вірша «Сонечко», написаного у 1855—1856 роках. Таким чином, пісня стала популярною у Болгарії.
У 1925 році було оголошено про початок конкурсу на те, щоб поставити текст «Шуми Марица» на музику. В архіві Болгарської академії наук зберігаються 15 проєктів композиції.
У 1935 році була здійснена спроба об'єднати в один два гімни Болгарії — «Шуми Марица» та «Гімн Його Величности Царя». Над проєктом працювали Панчо Владигеров і Менахем Бенсусан. Проте весь проєкт зазнав краху. Таким чином, з 1940 року на всіх офіційних церемоніях спочатку виконували «Шуми Марица», а потім — царський гімн.

### Історія слів

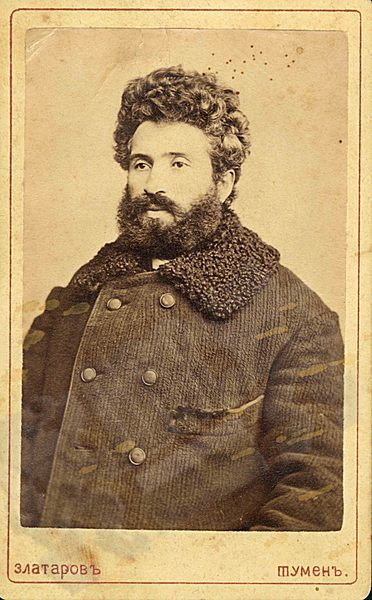
Нікола Живков

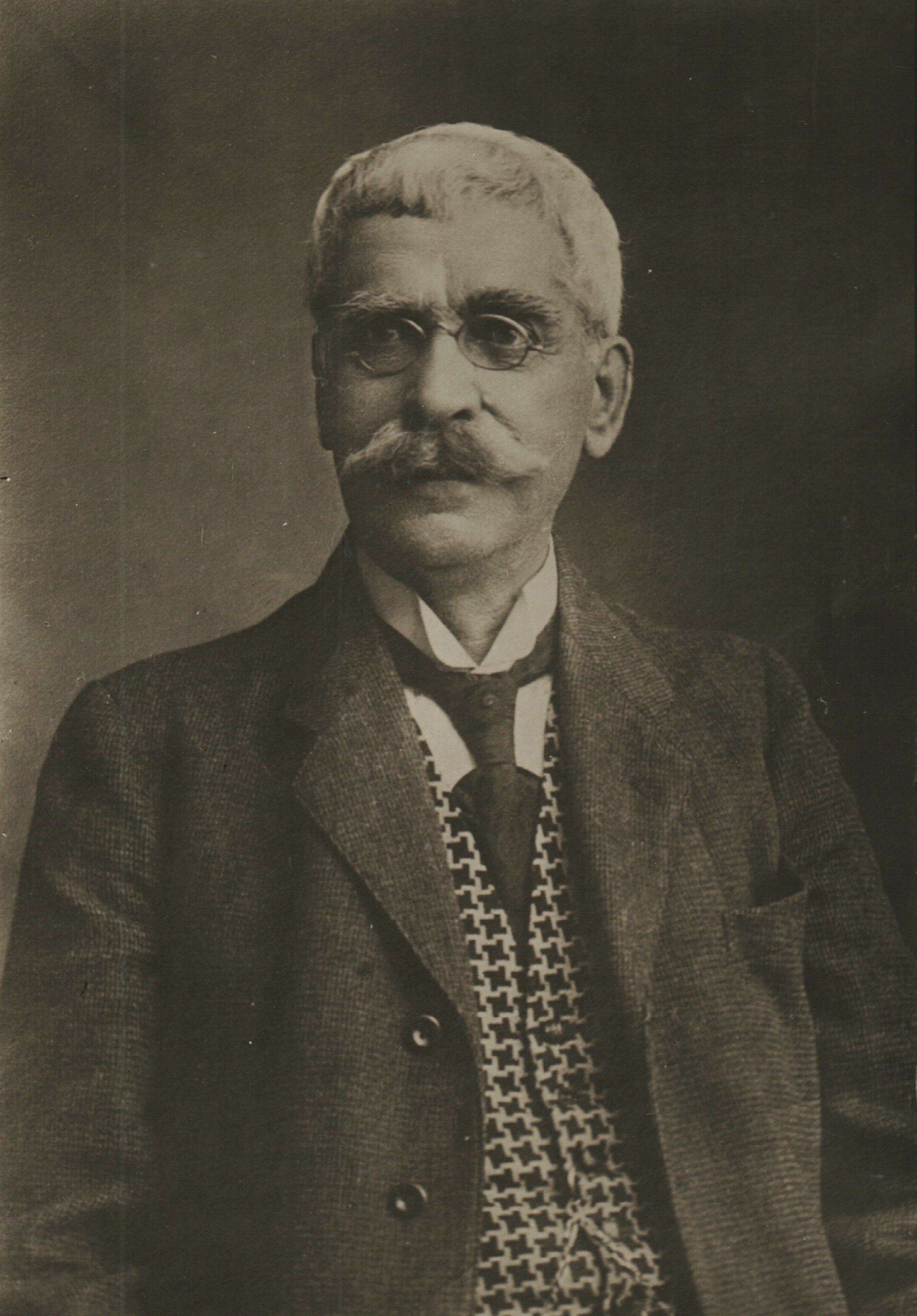
Іван Вазов

Нікола Живков написав текст майбутнього гімну Болгарії у 1876 році, воюючи добровольцем на боці Сербського князівства у сербсько-турецькій війні. Зробив він це, захоплюючись російським воєначальником Михайлом Черняєвим, який керував болгарськими добровольцями. Початкова назва твору — «Черняев Марш» (болг. Черняев марш вимовляється [tʃɛrˈɲa̟(j)ɛf marʃ]). Мелодією твору стала музика німецької народної пісні «Wenn die Soldaten durch die Stadt marschieren».
Вперше текст твору опублікований 1877 року в газеті «Щоденний новинар». У 1878 році він увійшов до збірки «Гусля и песни». Згодом назву пісні змінили на «Шуми Марица», коли її презентували у п'єсі «Ильо Войвода».
Серйозної переробки «Шуми Марица» зазнала у 1912 році завдяки поетові Іванові Вазову. Захоплений першими перемогами Болгарії у Балканській війні, він майже повністю переписав твір. Незначних змін текст зазнав і у 1914 році.

### Національний гімн
«Шуми Марица» була затверджена національним гімном Болгарського князівства після об'єднання Болгарії у 1885 році. З 1940 року на офіційних церемоніях виконувала перед «Гімном Його Величности Царя». У 1947 році, після встановлення за підтримки СРСР комуністичного устрою в Болгарії, гімн змінили на «Републико наша, здравей!». За часів НРБ «Шуми Марица» не була де-факто та де-юре заборонена комуністичним режимом.

## Текст
| Черняев Марш (оригінал, 1876) | Шуми Марица (1912) | Шуми Марица (1914) |
| --- | --- | --- |
| Шюми Марица укървавена, Плачи вдовица Люту ранена Припев: Марш! Марш! с Генераля наш Раз, два, три Марш! Войници. Напред да ходим, войници мили, Тимок да бордим Със сички сили Припев Юнака донский нам йе водител, с пряпорец лъвский Вожд победител Припев Вижте деспоти, генераля наш чуйте, запейте Черняева марш Припев Войници храби след него летят, порят ваздухът и громко викат Припев С кървав остър меч Генераля напред възглавя на сеч! Гръм огън навред Припев Труба низ гора За звони напред! Хей ура, ура! Ура напред! Припев | Шуми Марица окървавена, плаче вдовица в люти рани днес. Припев: Марш, марш, Генералю наш! На бой да летим, враг да победим! Български чеда, цял свят ни гледа. Хай към победа славна да вървим. Припев Левът Балкански в бой великански с орди душмански води ни крилат. Припев Сърцата наши, юнашки, силни, смърт ги не плаши, тупат за борба. Припев Ний сме народа, за чест и свобода, за мила рода който знай да мре. Припев | Шуми Марица окървавена, плаче вдовица люто ранена. Припев: Марш, марш, с генерала наш! В бой да летим, враг да победим! Български чеда, цял свят ни гледа. Хай към победа славна да вървим. Припев Левът Балкански в бой великански с орди душмански води ни крилат. Припев Млади и знойни, във вихри бойни. Ний сме достойни лаври да берем. Припев Ний сме народа, за чест и свобода, за мила рода който знай да мре. Припев |